# Final da Liga dos Campeões da UEFA de 1998–99
A Final da Liga dos Campeões da UEFA de 1998–99 foi um jogo de futebol válido pela Liga dos Campeões da UEFA de 1998–99, que aconteceu no Camp Nou em Barcelona, Espanha no dia 26 de maio de 1999 para decidir o campeão daquele torneio. Foi disputada entre Manchester United e Bayern de Munique. O Manchester United ia para a sua segunda final, enquanto o Bayern de Munique ia para a sua sexta final. O Bayern de Munique vencia até os acréscimos do jogo, quando nos acréscimos o Manchester United buscou a virada com os gols de Teddy Sheringham e Ole Gunnar Solskjær e se sagrou campeão, após um tabu de 31 anos.

## Caminho até a final
| Times             | P  | J | V | E | D | GP | GC | SG  |
| ----------------- | -- | - | - | - | - | -- | -- | --- |
| Bayern de Munique | 11 | 6 | 3 | 2 | 1 | 9  | 6  | +3  |
| Manchester United | 10 | 6 | 2 | 4 | 0 | 20 | 11 | +9  |
| Barcelona         | 8  | 6 | 2 | 2 | 2 | 11 | 9  | +2  |
| Brøndby           | 3  | 6 | 1 | 0 | 5 | 4  | 18 | −14 |

| Times             | P  | J | V | E | D | GP | GC | SG  |
| ----------------- | -- | - | - | - | - | -- | -- | --- |
| Bayern de Munique | 11 | 6 | 3 | 2 | 1 | 9  | 6  | +3  |
| Manchester United | 10 | 6 | 2 | 4 | 0 | 20 | 11 | +9  |
| Barcelona         | 8  | 6 | 2 | 2 | 2 | 11 | 9  | +2  |
| Brøndby           | 3  | 6 | 1 | 0 | 5 | 4  | 18 | −14 |

Fonte: 
1. ↑  «BBC News | Football | United crowned kings of Europe». news.bbc.co.uk. BBC. Consultado em 3 de fevereiro de 2021
2. ↑  UEFA.com. «UCL - Jogos». UEFA.com. Consultado em 19 de julho de 2018

## Partida

### Detalhes
| 26 de maio de 1999 | Manchester United                       | 2–1       | Bayern de Munique | Camp Nou, Barcelona                                 |
| 20:45 UTC          | Teddy Sheringham 90+1' · Solskjær 90+3' | Relatório | Mario Basler 6'   | Público: 90,245 Árbitro: Pierluigi Collina (Itália) |

| Manchester United | Bayern de Munique |

| G             | 1  | Peter Schmeichel (c) |  |     |
| LD            | 2  | Gary Neville         |  |     |
| Z             | 5  | Ronny Johnsen        |  |     |
| Z             | 6  | Jaap Stam            |  |     |
| LE            | 3  | Denis Irwin          |  |     |
| MD            | 11 | Ryan Giggs           |  |     |
| M             | 7  | David Beckham        |  |     |
| M             | 8  | Nicky Butt           |  |     |
| ME            | 15 | Jesper Blomqvist     |  | 67' |
| A             | 19 | Dwight Yorke         |  |     |
| A             | 9  | Andy Cole            |  | 81' |
| Substitutos:  |    |                      |  |     |
| G             | 17 | Raimond van der Gouw |  |     |
| Z             | 4  | David May            |  |     |
| Z             | 12 | Phil Neville         |  |     |
| Z             | 30 | Wes Brown            |  |     |
| M             | 34 | Jonathan Greening    |  |     |
| M             | 10 | Teddy Sheringham     |  | 67' |
| A             | 20 | Ole Gunnar Solskjær  |  | 81' |
| Treinador:    |    |                      |  |     |
| Alex Ferguson |    |                      |  |     |

| G               | 1  | Oliver Kahn (c)    |     |     |
| LB              | 10 | Lothar Matthäus    |     | 80' |
| LD              | 2  | Markus Babbel      |     |     |
| Z               | 25 | Thomas Linke       |     |     |
| Z               | 4  | Samuel Kuffour     |     |     |
| LE              | 18 | Michael Tarnat     |     |     |
| M               | 11 | Stefan Effenberg   | 60' |     |
| M               | 16 | Jens Jeremies      |     |     |
| PD              | 14 | Mario Basler       |     | 87' |
| A               | 19 | Carsten Jancker    |     |     |
| PE              | 21 | Alexander Zickler  |     | 71' |
| Substitutos:    |    |                    |     |     |
| G               | 22 | Bernd Dreher       |     |     |
| Z               | 5  | Thomas Helmer      |     |     |
| M               | 7  | Mehmet Scholl      |     | 71' |
| M               | 8  | Thomas Strunz      |     |     |
| M               | 17 | Thorsten Fink      |     | 80' |
| M               | 20 | Hasan Salihamidžić |     | 87' |
| A               | 24 | Ali Daei           |     |     |
| Treinador:      |    |                    |     |     |
| Ottmar Hitzfeld |    |                    |     |     |

| Auxiliares: Gennaro Mazzei (Itália) Claudio Puglisi (Itália) Árbitro reserva: Fiorenzo Treossi (Itália) | Regulamento - 90 minutos. - 30 minutos de prorrogação com gol de ouro caso haja empate no tempo normal. - Persistindo o empate, o vencedor será decidido nas penalidades máximas. - Sete jogadores substitutos, mas apenas 3 podem ser usados. |

Fonte: